# Куаама
Куаама е село в графство Бега Вали, в района на южното крайбрежие на Нов Южен Уелс, Австралия. Селото е разположено покрай магистралата „Принцес“ между градовете Кобарго и Брого, на 30 км. северно от град Бега. Има постоянно население от 281 при преброяването през 2011 г. 
По-рано селото е било известно като Суха река (име, свързано с близката Суха река) до началото на 1900-те, а по-късно е известно като „Кваамаа“; сегашният правопис е присвоен през 1999 г. Много от важните обществени сгради на Куаама имат дълга история: държавното училище Куаама е основано през 1877 г.Училището по изкуствата е създадено през 1902 г. и местната англиканска църква отпразнува столетния си юбилей през 2007 г.Куаама също има магазин с пощенски клон и пожарна бригада.
При горските пожари от 2011 и 2019 г. са унищожени домове и селски имоти и добитък.

## Личности
- Куаама е и родният град на австралийската международна играчка в нетбол Сюзън Пратли.[6]
- Желязко Грънчаров – анархист от България и политически емигрнат в Австралия.